# Gotcha! The Sport!
Gotcha! The Sport! è un videogioco sparatutto pubblicato nel 1987 per Nintendo Entertainment System, basato sul film Toccato!

## Modalità di gioco
Il videogioco è uno sparatutto con pistola ottica che mette in scena il gioco dal vivo killer.